# Hans-Gert Pöttering
Hans-Gert Pöttering (Bersenbrück, 15 de setembre de 1945) és un polític alemany de caràcter conservador.
El seu àmbit d'actuació ha estat sobretot en el marc de la Unió Europea, és membre del Partit Popular Europeu per la Unió Demòcrata Cristiana d'Alemanya (CDU). Va ser diputat europeu durant sis legislatures seguides i va ser president del Parlament Europeu entre gener de 2007 i juliol de 2009. Des de 2010 és el president de la Fundació Konrad Adenauer.